# 4124 Herriot
4124 Herriot eller 1986 SE är en asteroid i huvudbältet som upptäcktes den 29 september 1986 av den tjeckiske astronomen Zdeňka Vávrová vid Kleť-observatoriet. Den är uppkallad efter den brittiske veterinären och författaren James Herriot.
Asteroiden har en diameter på ungefär 18 kilometer och den tillhör asteroidgruppen Hoffmeister.